# Mercado de Abasto de Buenos Aires
El Mercado de Abasto proveedor de Buenos Aires fue un mercado proveedor de frutas y verduras ubicado en Avenida Corrientes 3247 (entre Agüero y T. M. Anchorena), en Buenos Aires, Argentina. Tras dejar de funcionar en 1984, el edificio se mantuvo sin uso durante años hasta que fue convertido en el centro comercial Abasto de Buenos Aires en 1998. Es uno de los edificios destacados de la historia de la ciudad de Buenos Aires por su cercanía al centro urbano, su audacia estructural y también por ser el primer edificio de la ciudad en ser construido a base de hormigón armado.

## Historia

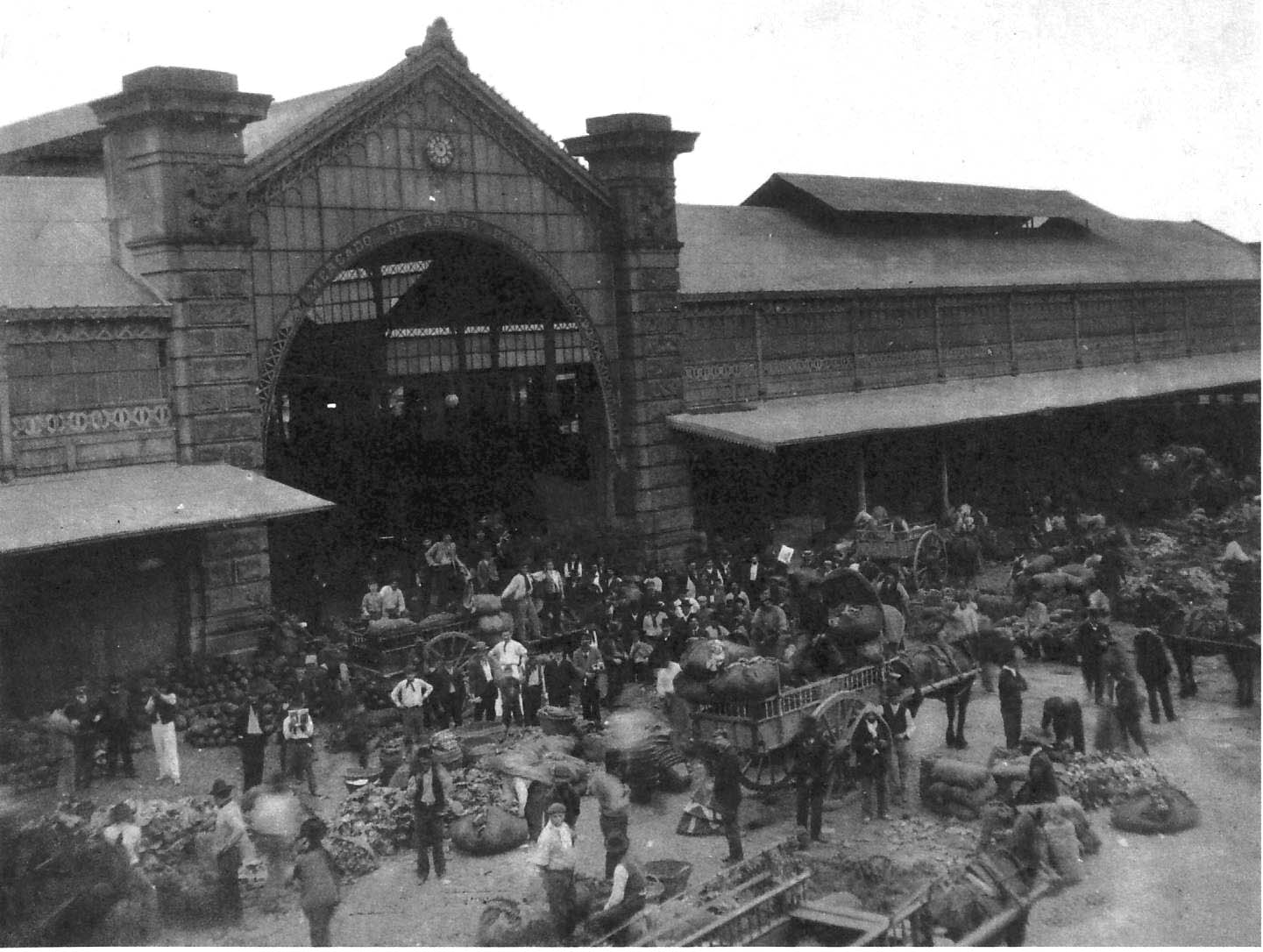
Primer Mercado de Abasto (1925).

Para finales del siglo XIX la ciudad de Buenos Aires tuvo un importante crecimiento debido a las corrientes migratorias que llegaban desde diversos países de Europa. Debido al aumento demográfico y la demolición del Mercado Modelo, ubicado frente a la Plaza Lorea (por la apertura de la Avenida de Mayo), los hermanos Devoto solicitaron el 16 de agosto de 1888 la construcción, en sus terrenos adquiridos en 1875 en el barrio de Balvanera, de un mercado de abasto. La Intendencia aceptó la propuesta el 29 de noviembre de 1888 y la elevó al Concejo Deliberante para que fuese tratada.
El Consejo aprobó la propuesta y sancionó el 8 de enero de 1889 una ordenanza autorizando la construcción del Mercado Central de Abasto «en el terreno situado en las calles de Corrientes, Gral. Lavalle, Anchorena y Laprida, cuya área se compone de 25 mil metros cuadrados». La Municipalidad asignó también la función del mercado, permitiendo la venta al por mayor de frutas, verduras y otros artículos de abasto, pero prohibiendo expresamente la venta de carne.
Los antiguos puesteros del Mercado Modelo decidieron asociarse, y en 1889 fundaron la Sociedad Anónima Mercado de Abasto Proveedor. Esta sociedad compró a los hermanos Devoto el terreno y la concesión para construir el Mercado de Abasto, y al ser aprobada la transferencia en 1890 por el Intendente Francisco Seeber se comenzó la construcción. La primera parte, inaugurada el 1 de abril de 1893, contaba con una superficie de 1300 m², se encontraba cerca del ferrocarril y a mitad de camino entre La Boca y Olivos, dos zonas que eran productoras de frutas y hortalizas.
En 1903 fueron inaugurados un frigorífico y una fábrica de hielo, que eran exigidos por la Municipalidad en base al modelo higienista que surgió en esa época en la ciudad. Como la población, y por lo tanto el consumo, aumentaban, fue necesaria la construcción de un corralón entre las calles Guardia Vieja, Lavalle, Gallo y Agüero para el depósito de los carros y caballos. En 1928 fue inaugurado un anexo utilizado para la venta minorista, que fue construido entre las calles Guardia Vieja, Lavalle, Gallo y Sánchez de Bustamante.
El 12 de junio de 1933 se inauguró un enlace subterráneo con la línea B del subterráneo con el fin de que llegasen a su subsuelo los vagones con carga del Ferrocarril Central de Buenos Aires.

## El edificio de Viktor Sulčič

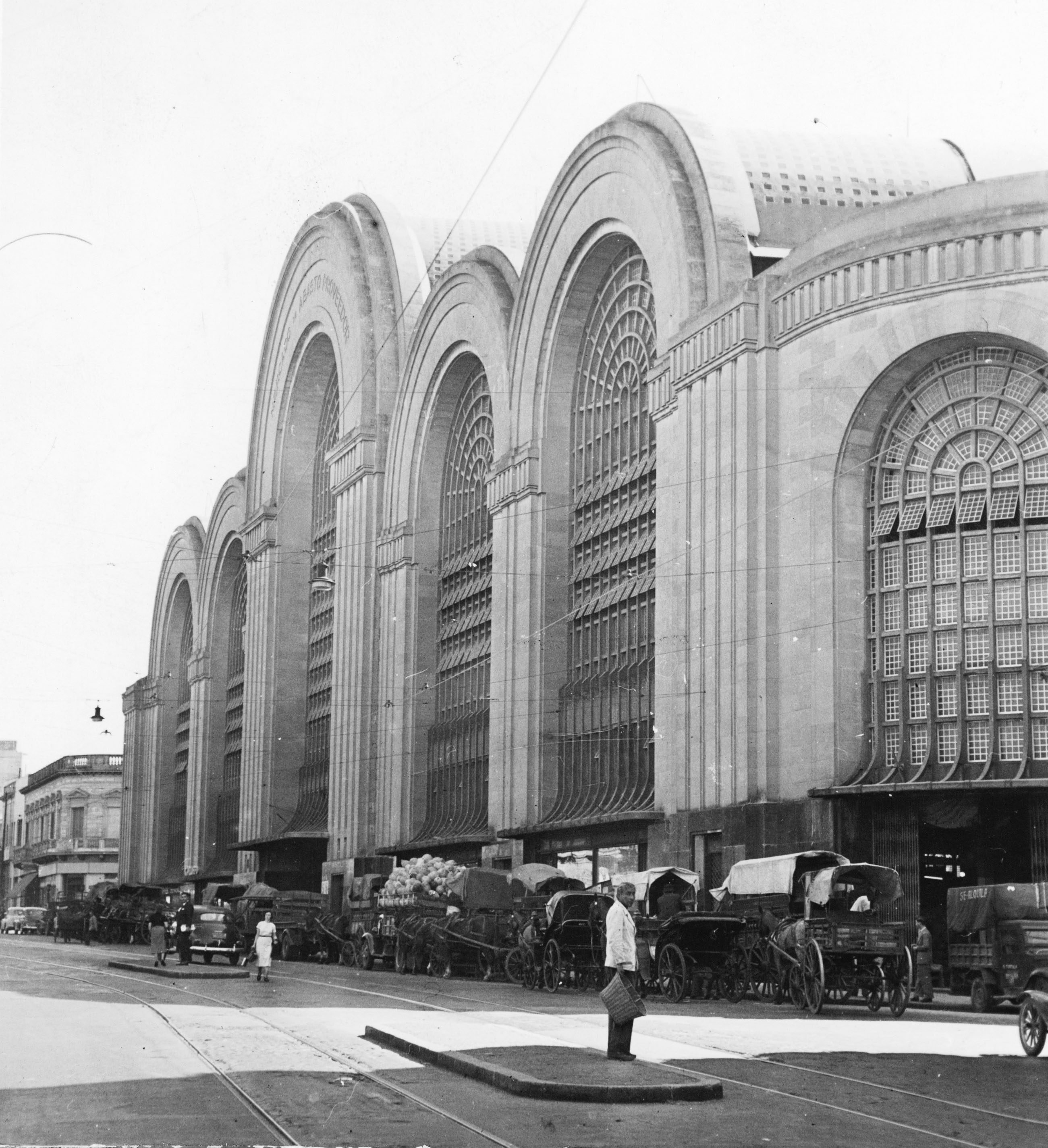
El edificio inaugurado en 1934 (Foto: AGNA, ca. 1945).

Nuevamente la demanda existente en la ciudad requería la construcción de nuevos mercados y la ampliación de los ya existentes, por lo que se decidió la construcción de un nuevo mercado en la manzana donde funcionaba el viejo. El nuevo mercado fue diseñado por el arquitecto esloveno Viktor Sulčič. Si los antiguos edificios se inspiraban en Les Halles de París, el diseño del gran edificio realizado por Sulčič era un muy original art deco con visos de brutalismo, y fue proyectado y dirigido por el estudio Delpini-Sulcic-Bes, al cual aquel pertenecía. La construcción fue realizada por la empresa constructora Arienti y Maisterra, que construiría varios edificios emblemáticos de Buenos Aires. El 28 de diciembre de 1931 fue colocada la piedra fundamental y fue reinaugurado el 24 de marzo de 1934, contando con una superficie de 44 000 m², acceso para tren y estacionamientos subterráneos.  
La zona se revitaliza, integrando las actividades del mercado con el ocio (teatro, juegos de naipes, bochas) y la gastronomía del barrio.
En 1939 la función del mercado fue ampliada, ya que fue permitida la venta de carnes y pescados.
El 27 de noviembre de 1952 comenzó un incendio en el subsuelo que duró varios días. Para proteger el edificio, José Luis Delpini reconstruyó las partes dañadas y reforzó su estructura. Se comprobó que el túnel que conducía a la línea «B» de subterráneos avivó las llamas (efecto chimenea), por lo que se clausuró el pasaje entre las vías del subte y el subsuelo del edificio mediante un muro de mampostería.
En 1955 se filmó la película "Mercado de Abasto" dentro del mercado, protagonizada por Pepe Arias y Tita Merello.
El 9 de septiembre de 1971 el gobierno nacional promulgó una ley de fomento del establecimiento de mercados mayoristas de productos perecederos, estableciendo la creación de un Mercado Central único con el monopolio de comercialización mayorista de artículos alimenticios de primera necesidad para la Capital Federal y 25 partidos del Gran Buenos Aires. Sobre la base de esto, la municipalidad promulgó la ordenanza 37282, que indicaba que a partir del 1.º de diciembre de 1982 deberían cesar en sus actividades los siete mercados mayoristas que operaban dentro de la jurisdicción municipal, incluyendo el Mercado de Abasto Proveedor.
En el año 1984 ya estaba habilitado el Mercado Central de Buenos Aires, por lo que el 14 de octubre de ese año se dispuso el cierre del Mercado de Abasto y sus operaciones fueron trasladadas al complejo ubicado en la localidad de Tapiales, por lo que el edificio quedó clausurado.
Tras su clausura, el barrio perdió parte de la vitalidad que le era propia desde fines del siglo pasado. Varias familias quedaron sin trabajo, ya que gran parte la zona del Abasto giraba en función del mercado. Por otra parte, los espacios que quedaron vacíos tras la clausura del mercado (casas, antiguos depósitos) fueron progresivamente ocupados por sectores populares.
Como el Mercado de Abasto cerró seis años antes del vencimiento de la concesión por 100 años, la empresa logró que la municipalidad cambiara la normativa por la cual podría construir torres de viviendas y un supermercado en los terrenos aledaños. Posteriormente la sociedad SAMAP vendió todo su patrimonio a la cooperativa El Hogar Obrero.

## Arquitectura
En la década del 30, la tipología de resolución y las nuevas tecnologías plantearon un objetivo distinto a la tradición del siglo XIX.
El nuevo tránsito vehicular, la demanda rápida de carga, y descarga,  mayor cantidad de mercaderías en depósito, las necesidades de control e higiene, que exigían enormes circulaciones de aire renovable y la incorporación de cámaras frigoríficas, lo que generó grandes plantas flexibles con cubiertas livianas.
El edificio pasó a expresar un proceso de modernización que afrontó la ciudad en esa época a través de su estructura en hormigón armado, sus escaleras mecánicas, montacargas, y cintas sin fin.
El hormigón junto con el hierro y el vidrio tomaron el rol protagónico, combinándose con estilos clásicos e historicistas que problematizan la relación entre arquitectura e ingeniería.

El proyecto se organizó en 4 plantas libres de gran extensión, que se dividieron en 5 naves, de las cuales la central es la que más protagonismo tomó elevándose en altura sobre el resto y teniendo un mayor ancho. La nave central también resalta por ser el centro del eje de simetría de todo el edificio, además de ser su acceso principal.

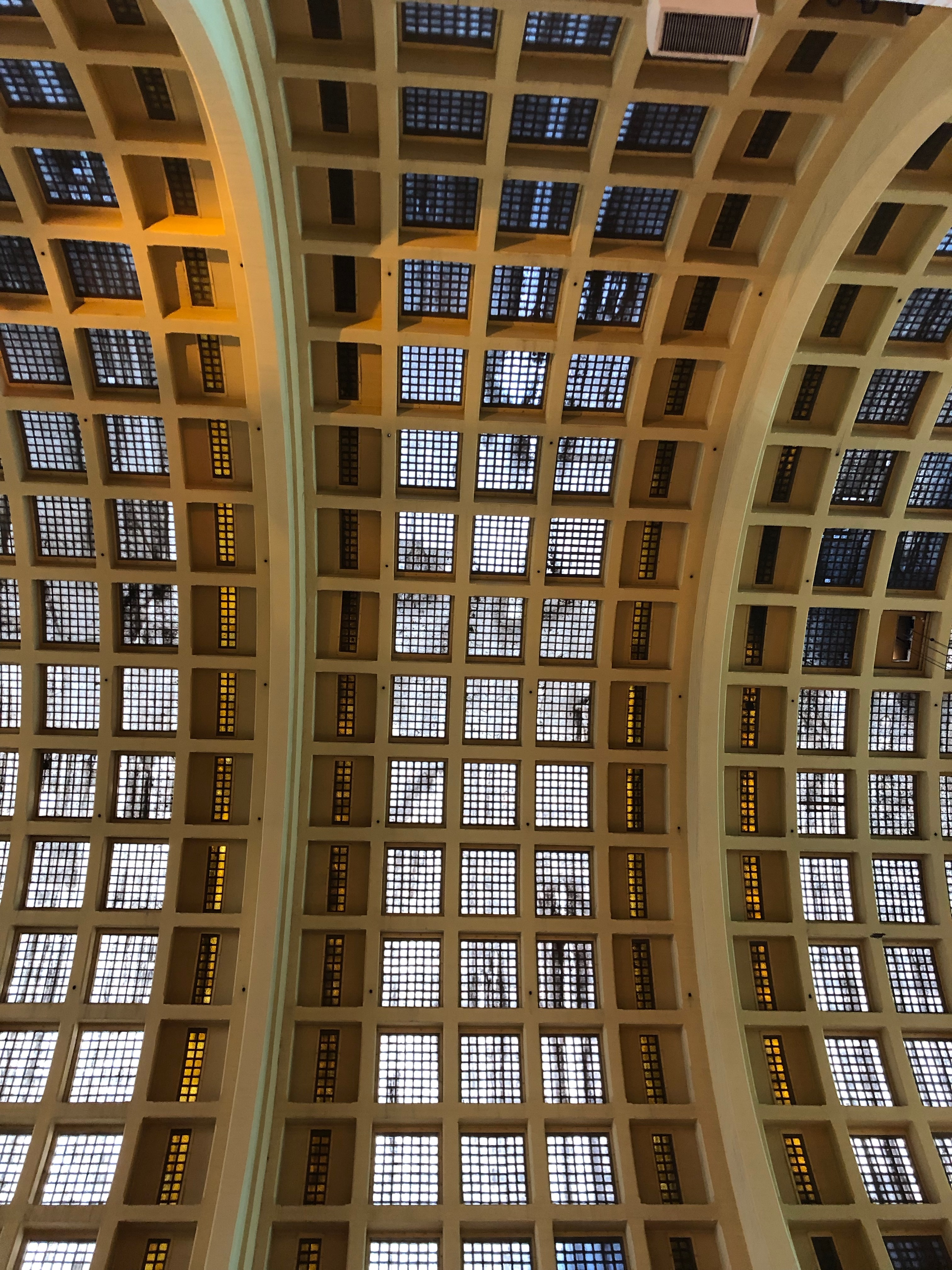
Techo de vidrio sobre casetonado de Hormigón Armado

La superficie total del mercado era de 58.000 metros cuadrados.
En cuanto a las funciones, el mercado contaba con una clara organización, estas fueron divididas en las 4 plantas del edificio. En la planta alta y la planta baja se encontraban los comercios mayoristas y minoristas, mientras que en el primer y segundo subsuelo se encontraban los sectores destinados a la venta de carnes y al depósito de las mismas.
Los requerimientos de higiene que se impusieron en ese entonces, fueron la prioridad para los arquitectos, por eso todos los puestos minoristas de la planta alta tuvieron armazones de hierro enchapados en acero que aseguraron la limpieza de los locales. Pero lo más importante fueron los sistemas electromagnéticos, colocados en los ventanales de la fachada que permitían regular la ventilación a gusto y los sistemas de extractores, que permitían renovar el aire en todo momento.
Además de pensarlo funcional, los arquitectos buscaron embellecer el espacio con lo más innovador del momento que fue el techo, el cual fue realizado colocando vidrios sobre los casetonados de Hormigón Armado formando así las bóvedas que permitían el ingreso de luz de manera uniforme en todo el edificio.

### Estructura
"Los nuevos materiales de construcción, las estructuras de hierro y de cemento armado, resolverán nuevos y grandes problemas constructivos y servirán para ayudar en la búsqueda de las nuevas formas (...) a las cuales habrá que buscar decoración adecuada. Podemos manifestar (...) que son muchos los elementos estructurales que, si bien tienen una misión constructiva, no la tienen decorativa y no son sino medios para realizar la obra sin que puedan interesarnos en dejarlos visibles. Hay pues que saber diferenciar entre aquellas formas y elementos que merecen ser dignificados por el talento del hombre, en vista de las funciones que desempeñan y aquellos que debemos relegar al papel secundario..." Alejandro Christophersen 

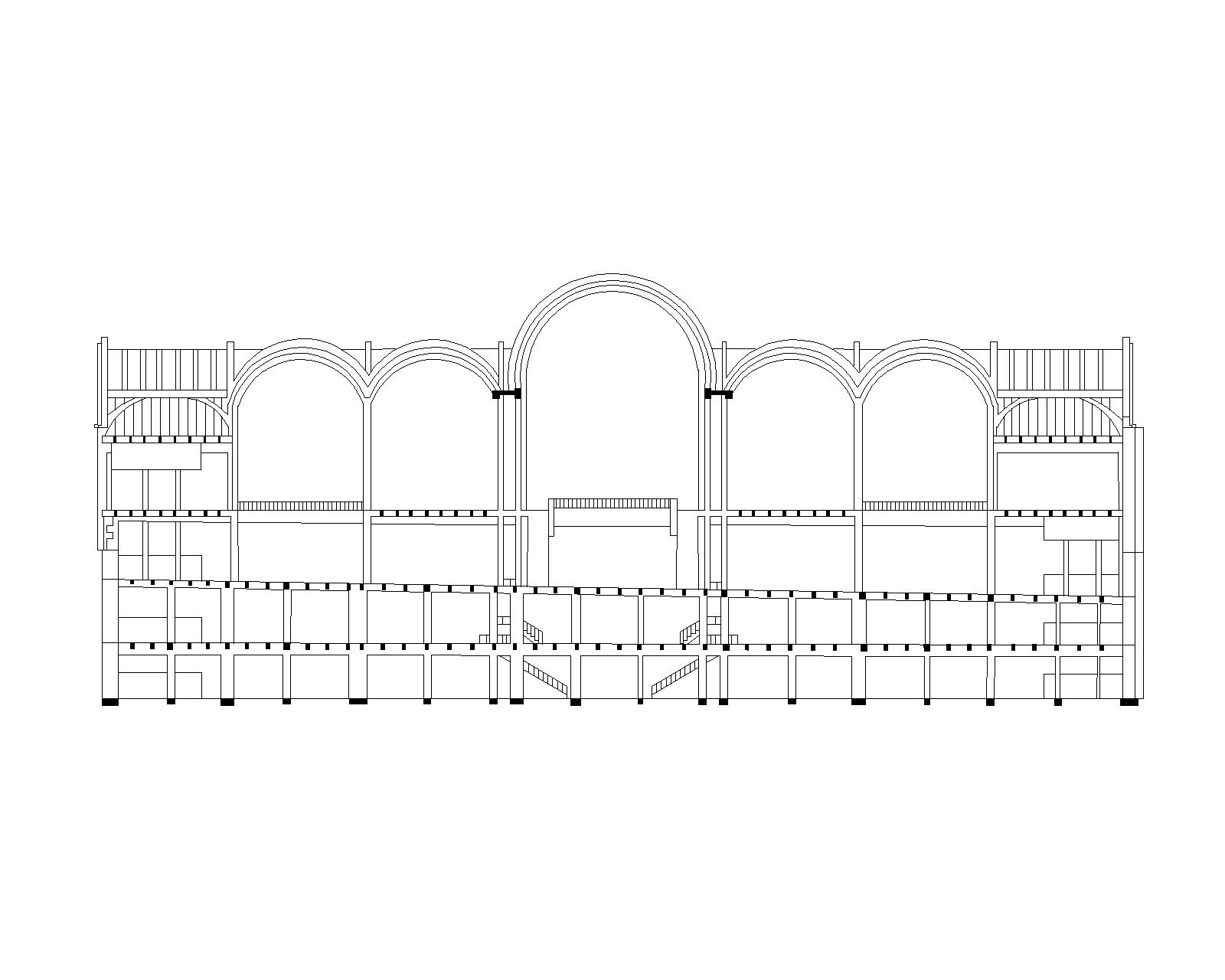
Corte longitudinal. Mercado de Abasto, Buenos Aires.

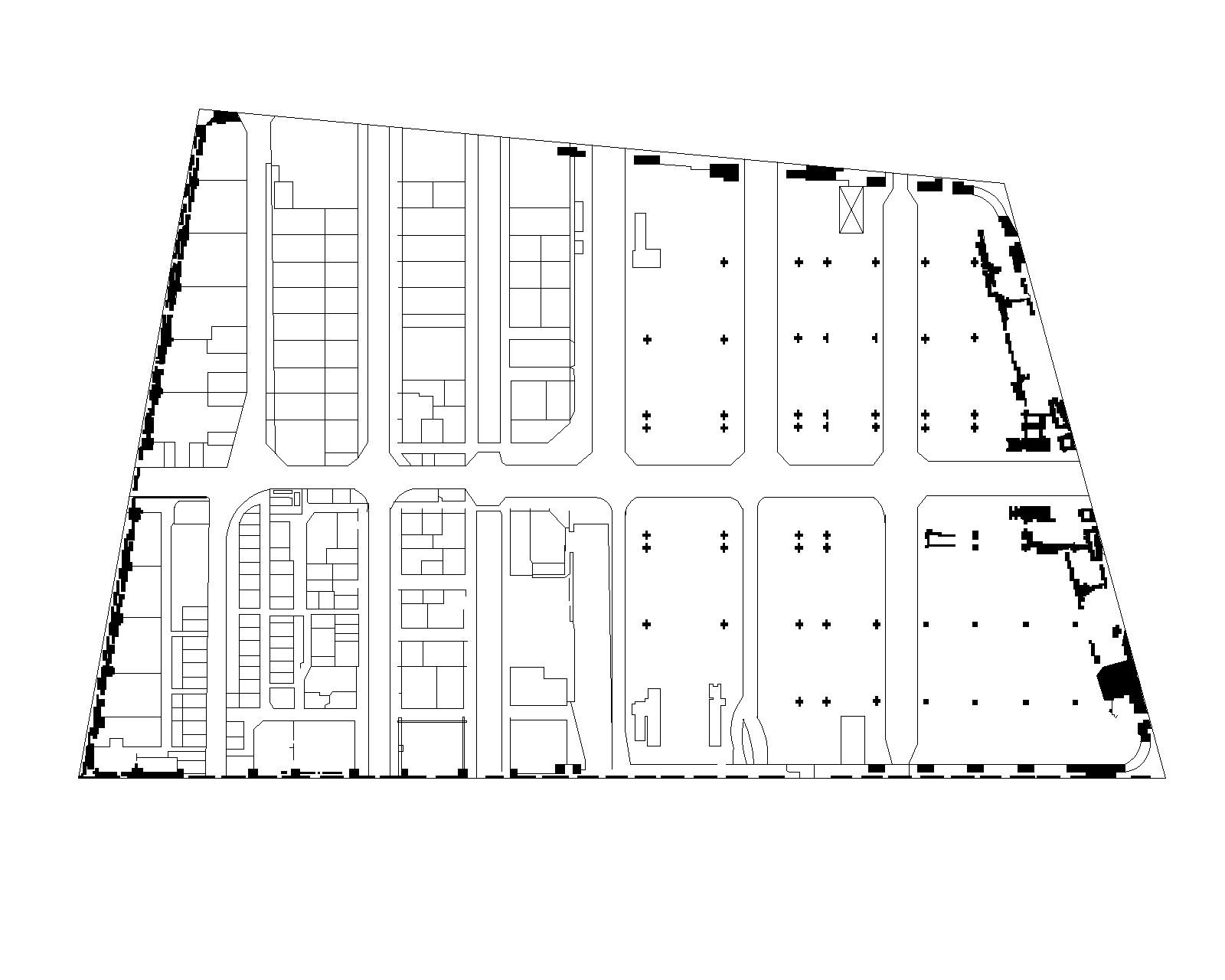
Planta baja. Mercado de Abasto, Buenos Aires.

Desde su introducción en el siglo XIX, la relación entre la arquitectura y el uso del hormigón armado junto a la armadura de hierro habían experimentado un importante crecimiento como técnica de resolución arquitectónica.
En Argentina, el crecimiento gradual que presentó fue repotenciado no sólo por la necesidad de modernización que exigían los nuevos tiempos sino también por la influencia de inmigrantes europeos provenientes, principalmente, de Italia y España quiénes estaban más familiarizados con las técnicas de hormigón armado desarrollado en Europa.
En este contexto, Viktor Sulčič junto al estudio Delpini-Sulcic-Bes, al cuál pertenecía, pensaron y construyeron al Mercado del Abasto a través de éste sistema constructivo y convirtiéndolo en la primera construcción de hormigón armado en la ciudad de Buenos Aires siendo construido in situ.
Este método constructivo permitió lograr morfologías y especialidades no convencionales con influencias que posteriormente constituirían al brutalismo, tales como la combinación de las cinco bóvedas casetonadas perpendiculares a la avenida Corrientes. 
Además, se implementó una estructura de vidrio que funcionaba no solo como cerramiento con ingreso de luz sino también como aislamiento térmico. Toda la propuesta estructural se ejecutó con gran calidad constructiva y de diseño, con un resultado formal muy fuerte y de avanzada para la época.
El proyecto se estructura a través de cuatro niveles de plantas libres, que comprenden cinco naves de amplios espacios, destacando la nave central por su elevación y en donde, la distancia entre columnas es de 20.60 metros. De manera contigua, habrán naves laterales con una separación de 14.50 metros y se integran con otras cinco naves secundarias, aunque en el proceso de la obra solo se completaron tres de ellas, dando lugar a la formación de bóvedas de crucería.
Entre tanto, el tratamiento en la fachada le da importancia a la nave central, que es más alta y se encuentra en un eje simétrico, marcando la entrada principal al edificio.

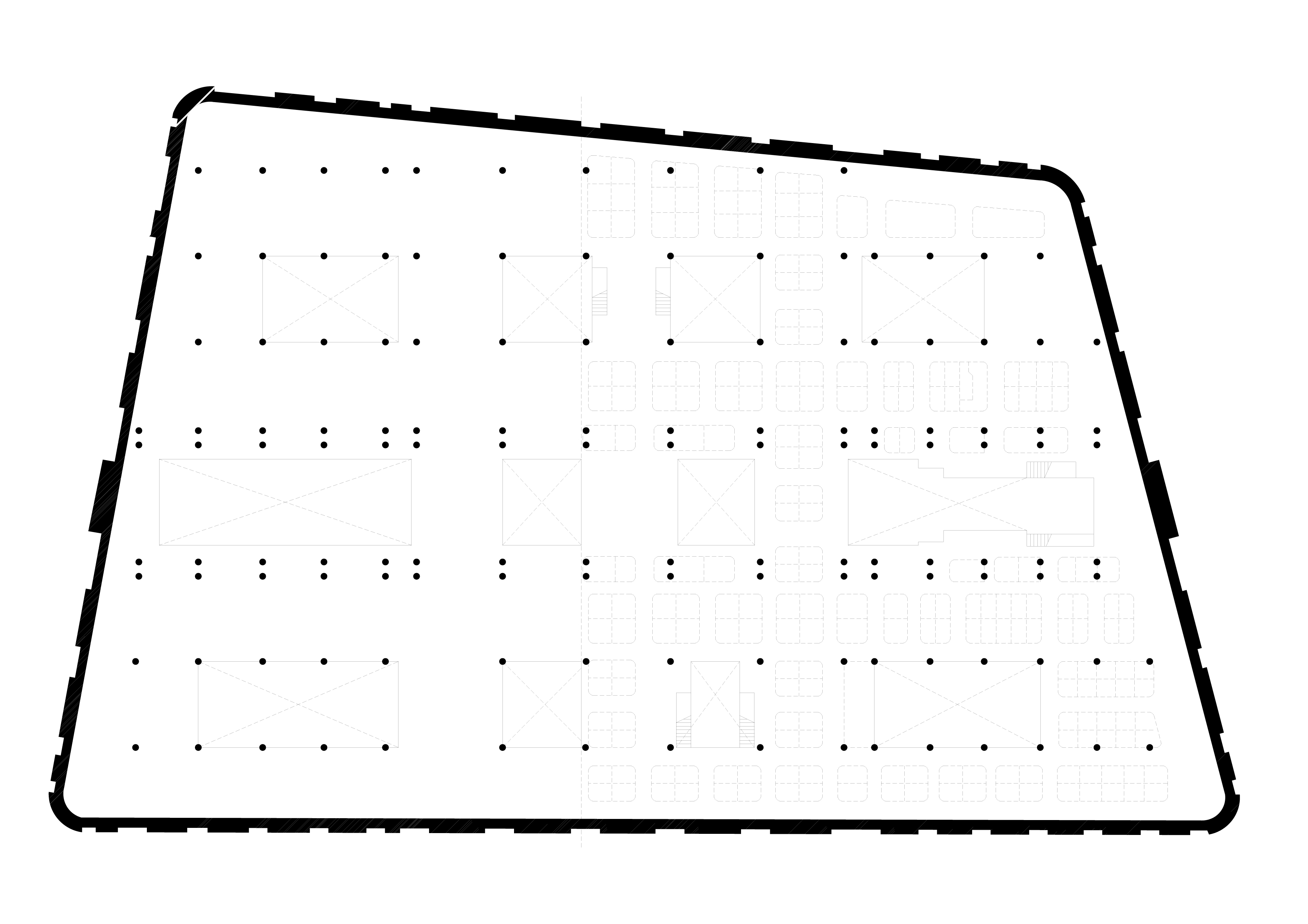
Planta tipo del Mercado de Abasto, Buenos Aires.

Por otro lado, el basamento se verá caracterizado por su materialidad entre que los voladizos curvos irán enfatizando rítmicamente las naves, siguiendo la curva de los arcos de medio punto. Estos arcos se apoyarán en pilares que se tratados como columnas, albergando y enmarcando las entradas secundarias, permitiendo destacar la masa muraría con su perforación donde los capiteles resaltan el inicio de los arcos.

## Abasto Shopping
En 1985 el concejo deliberante declaró el ex-mercado patrimonio cultural de la ciudad, impidiendo de esta manera su demolición. Este edificio se encuentra en la zona donde se hubiera construido la autopista AU3 en el Plan de Autopistas Urbanas del intendente de facto Osvaldo Cacciatore.
En el año 1987 El Hogar Obrero comenzó la obra para hacer un centro comercial en el edificio nuevo y un centro cultural en el viejo. A fines de 1989 esta empresa entró en dificultades financieras por la hiperinflación de ese año por lo que se paralizó la obra. Esto agudizó la crisis del barrio, que quedó semiabandonado después de haber sido un importante punto comercial de la ciudad. Los problemas se agudizaron, hasta que en 1993 remató las acciones de SAMAP, pero no hubo compradores. Luego de varias gestiones, en 1995 la empresa Inversiones y Representaciones Sociedad Anónima (IRSA) compró dichas acciones.
Tras una remodelación que incluyó la demolición del Mercado Viejo (solo quedó en pie el muro perimetral), el edificio que antiguamente albergaba al Mercado de Abasto fue convertido en 1998 en el Abasto Shopping, uno de los centros comerciales más importantes de la Argentina, en el que se encuentran por mayoría locales de ropa, un multicine, un patio de comidas y una plaza seca. Dentro de sus instalaciones se encuentran un restaurante de comida rápida Kosher y un parque de juegos. Se rehabilitó la conexión con la estación Carlos Gardel del Subte, lo que permitió a mucha gente acceder fácilmente incluso en días de lluvia.
En 1999 se inauguró la peatonal Carlos Gardel y la primera de las torres. El año siguiente abrió al público el hipermercado enfrente al complejo comercial.

## Homenajes
El grupo Sumo compuso el tema "Mañana en el Abasto" , perteneciente al tercer álbum de la banda, After Chabón, en el año 1987. El ritmo cansino del tema y su letra retrataban la pobreza y el desamparo en que quedó sumida la zona a fines de los años ´80.